# 紅海燕
紅海燕（Petrochelidon perdita）是一種燕子，可能是蘇丹的特有種。牠們只有一個標本，是於1984年在蘇丹港的一個燈塔發現的。
紅海燕可能仍然生存，但卻缺乏近年的觀察報告。在埃塞俄比亞的蘭加諾湖及阿瓦什國家公園有未確認的報告。

## 外部連結
- Red Sea Swallow - BirdLife Species Factsheet （页面存档备份，存于）